# Lycophotia reducta
Lycophotia reducta là một loài bướm đêm trong họ Noctuidae.